# کونوئه تاداهیرو
کونوئه تاداهیرو (به ژاپنی: 近衛 忠熙 Konoe Tadahiro); ۴ سپتامبر ۱۸۰۸ – ۱۸ مارس ۱۸۹۸) یک کانپاکو در زمان شوگون‌سالاری توکوگاوا و همچنین سادایجین (وزیر چپ) در زمان امپراتور کومی بود. وی فرزندخواندهٔ ارباب قلمروی ساتسوما، شیمازو ناری‌اوکی بنام آتسو-هیمه را به فرزندخواندگی خود پذیرفت. سپس آتسوهیمه یکی از همسران شوگون سیزدهم توکوگاوا ایه‌سادا شد.